# Abdulrahman Al-Haddad
Abdulrahman Al-Haddad (23 de março de 1966) é um ex-futebolista emiratense, que atuava como defensor.

## Carreira
Abdulrahman Al-Haddad integrou a histórica Seleção Emiratense de Futebol da Copa do Mundo de 1990.

## Títulos
Emirados Árabes Unidos
- Copa da Ásia de 1996: 2º Lugar